# Cordylus imkeae
Espèce
Statut de conservation UICN

 LC  : Préoccupation mineure
Cordylus imkeae est une espèce de sauriens de la famille des Cordylidae.

## Répartition
Cette espèce est endémique du Namaqualand en Afrique du Sud. 

## Publication originale
- Mouton & Van Wyk, 1994 : Taxonomic status of geographical isolates in the Cordylus minor complex (Reptilia: Cordylidae): A description of three new species. Journal of the Herpetological Association of Africa, vol. 43, p. 6-18.